# قره موسى باشا
قره موسى باشا (بالتركية: Kara Musa Paşa)‏ كان الصدر الأعظم للدولة العثمانية في الفترة ما بين 16 سبتمبر 1647 حتى 21 سبتمبر 1647.  يحمل رُتبة قبطان باشا البحرية العثمانية (أدميرال). تُوفي في 1649 بمدينة إسطنبول.

## أنظر أيضا
- قائمة قباطين البحر العثمانيين.